# Estación Aguas Calientes
La estación Aguas Calentes (también llamada estación Machu Picchu) es una estación de trenes ubicada en el pueblo de Aguas Calientes (también llamado Machu Picchu Pueblo),  en el distrito de Machu Picchu de la provincia de Urubamba del departamento del Cusco, Perú. Administrada por la empresa Ferrocarril Transandino S.A., recibe trenes del ramal Sur Oriente del Ferrocarril del Sur. Es la estación que sirve a quienes desean llegar a las ruinas de Machu Picchu. Recibe trenes de las empresas PeruRail e Inca Rail.

## Servicios
El pueblo de Aguas Calientes es el punto de llegada de los turistas que van a las ruinas de Machu Picchu. Desde este, se toman vehículos que llevan hasta ellas por lo que es, para los servicios turísticos, la estación final del Tramo Sur Oriente del Ferrocarril del Sur. Sólo el "tren local" de la empresa PeruRail seguirá trayecto hasta la estación Hidroeléctrica que es el fin del tramo.